# 22-й королевский полк
22-й королевский полк (фр. Royal 22e Régiment, англ. Royal 22nd Regiment) — один из трёх основных пехотных полков канадских вооружённых сил.

## История

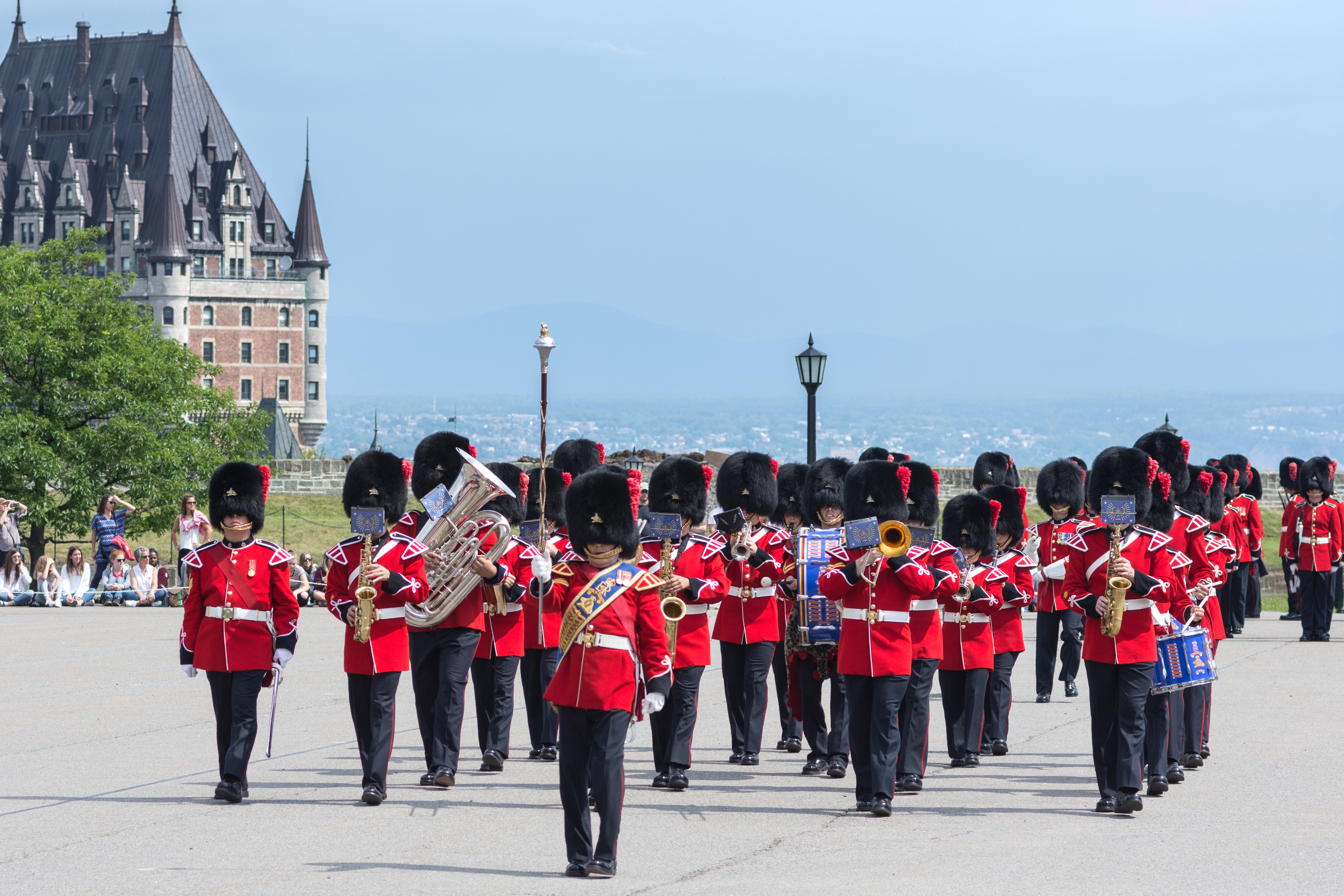
Оркестр 22-й королевский полк

Был учреждён в октябре 1914 года франкоязычными канадскими добровольцами под названием 22-й пехотный батальон (франкоканадцев) (фр. 22e Bataillon d'infanterie (canadien français)) для участия в Первой мировой войне. После окончания боевых действий был расформирован, однако в 1920 году вновь был собран, получив наименование 22-й полк (фр. 22e Régiment). В 1921 году благодаря Георгу V в названии появилась приставка «королевский», которую британский монарх присвоил, отмечая отличную службу полка.
Военнослужащие полка и по сей день надевают красную форму британских фузилёров и меховые шлемы. Среди англоязычных жителей Канады наиболее распространённым прозвищем солдат 22-го королевского является «The Vandoos» (фр. vingt-deux с английским акцентом). Франкофоны чаще всего называют данное формирование просто «22» (фр. vinght-deux). Эта часть — единственный регулярный полностью франкоязычный полк в Канаде. 
Формирование состоит из пяти батальонов, из которых два находятся в основном резерве канадских вооружённых сил. В регулярных силах 22-й полк представлен двумя батальонами механизированной и одним лёгкой пехоты, включающий в себя роту парашютистов. 
Основная база находится в Квебекской крепости, но 1-й и 3-й батальоны размещены на военной базе Валькартье, а 4-й и 6-й резервные — в Лавале и Сен-Иасенте соответственно. 
Численность воинской части составляет 2000 регулярных пехотинцев и 200 резервных. 
22-й королевский полк — самое важное военное формирование Квебека и самое большое франкоязычное в Америке. Пехотинцы 22-го полка приняли участие почти во всех конфликтах и операциях с участием Канады с момента образования части.

## Документальные фильмы
- 2014 - Я помню: к 100-летию 22-го королевского полка / Je me souviens: 100 ans du Royal 22e Régiment (реж. Клод Гюйман / Claude Guilmain)